# Traprain Law
Traprain Law è una collina che si eleva a un'altitudine di circa 221 m s.l.m. in una località a circa 6 km ad est di Haddington nella regione di East Lothian, in Scozia, su cui fiorì un oppidum.

## Storia
Sul sito di Traprain Law sorse un oppidum  di notevole estensione (circa 16 ha), che deve essere stato una vera e propria città, sebbene sia incerto se si trattasse di un punto di raccolta stagionale della popolazione, oppure di un insediamento permanente.
La collina era già frequentata come luogo di sepoltura alla metà del II millennio a.C., e mostra tracce di occupazione e di una fortificazione agli inizi del I millennio a.C. Nei secoli seguenti le fortificazioni furono ricostruite e rintracciate diverse volte. Gli scavi hanno mostrato che fu occupato nella tarda età del ferro tra il 40 d.C. e l'ultimo quarto del II secolo, al tempo in cui veniva sistemato il Vallo di Antonino. In seguito all'abbandono della linea del vallo di Adriano, fu occupato nuovamente tra il 220 e gli inizi del V secolo, quando venne costruita una nuova potente fortificazione. Dopo pochi decenni, tuttavia, il sito venne abbandonato.
Si ritiene che Traprain Law fosse uno dei principali insediamenti della tribù britanna dei Votadini, nel territorio dei quali sorsero nel corso del V secolo, dopo l'abbandono dei Romani, diversi regni britanni, tra i quali il regno di Gododdin, del quale fu forse la primitiva capitale. Più tardi la capitale del regno fu spostata a Din Eidyn, l'odierna Edimburgo. Nel sito sono state ritrovate sette catene di un tipo utilizzato dai Pitti, ma tutti gli altri oggetti testimoniano la cultura celtica degli abitanti.

## Scavi archeologici

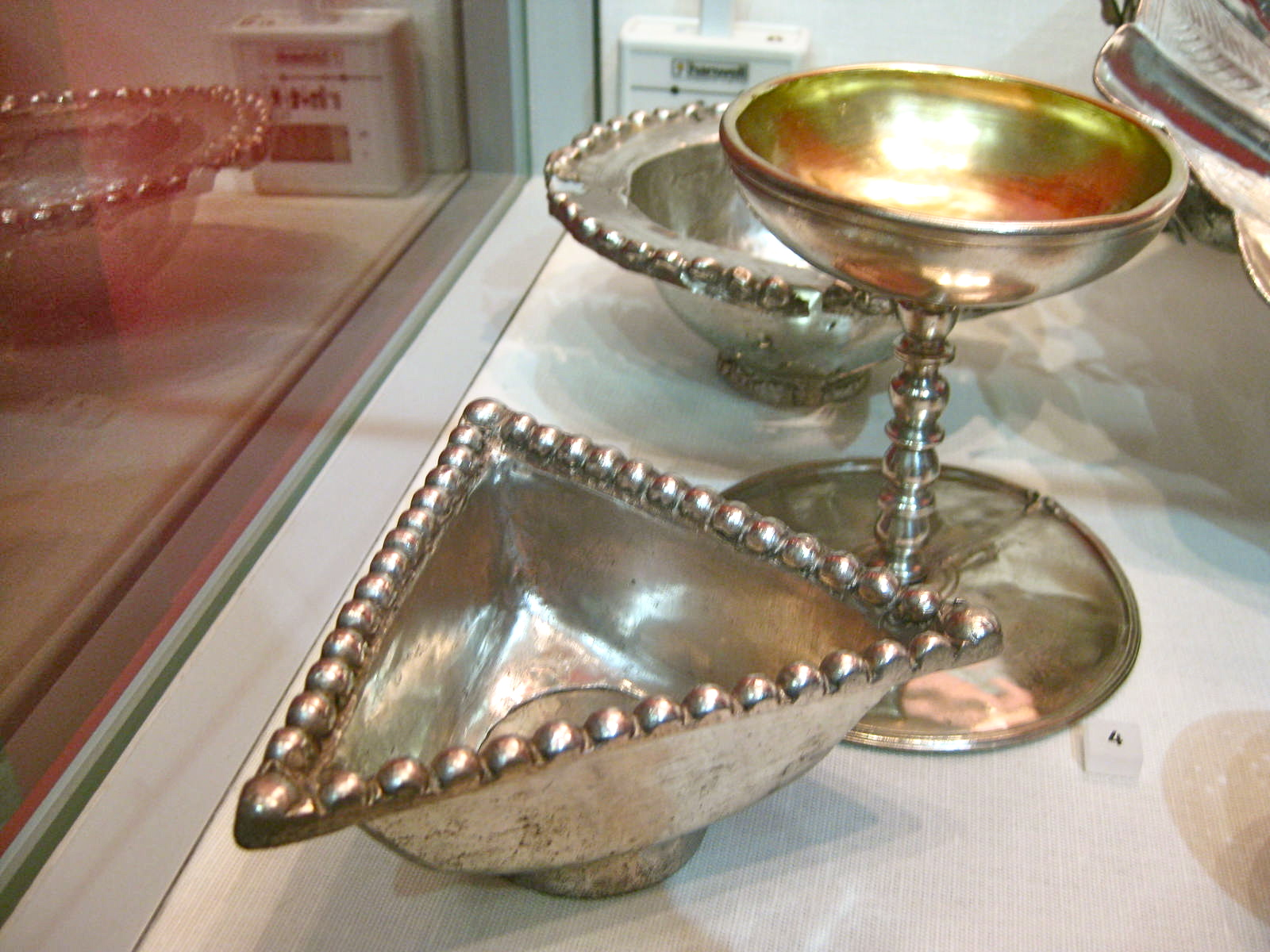
Alcuni manufatti del tesoro

I primi scavi furono condotti tra il 1914 e il 1923 da un'equipe guidata dagli archeologi Curle e Cree. Altri scavi archeologici furono condotti nel 1939 da Cruden e nel 1947 da Gerhard Bersu.

### Tesoro di Traprain Law
Nel 1919 gli scavi portarono alla luce il cosiddetto Tesoro di Traprain Law costituito da vasellame d'argento decorato, originario della Gallia del V secolo: il rinvenimento è stato interpretato come un dono diplomatico di un'ambasceria romana, oppure come il bottino di un'incursione effettuata nelle regioni meridionali.